# Кытманово
Кы́тманово — село в Алтайском крае, административный центр Кытмановского района и Кытмановского сельсовета.

## География
Расположено в 110 км к востоку от Барнаула на реке Чумыш. Село связано с городами и районами края автомобильными трассами. До ближайшей железнодорожной станции Заринская 55 км. Добраться можно либо по Заринской трассе (путь 170 км от Барнаула), либо по Чуйскому тракту через Косиху (путь 120 км от Барнаула).

## История
Основано в 1763 году старообрядцами.
Около 1880 года в селе была открыта школа. К концу XIX века в селе был фельдшер.
В 1898 году была построена кирпичная церковь, заменившая деревянную. Церковь была впоследствии уничтожена советской властью и восстановлена в XXI веке.
В начале 1930-х гг. в селе возникли первые колхозы: имени Сталина, «Красное знамя» и «Западная Сибирь». В годы Великой Отечественной войны в Кытманово была депортирована часть немцев Поволжья.

## Население
| 1926  | 1959  | 1970  | 1979  | 1989  | 1997  | 1998  | 1999  | 2000  |
| ----- | ----- | ----- | ----- | ----- | ----- | ----- | ----- | ----- |
| 2209  | ↗3550 | ↗3674 | ↗3796 | ↗4236 | ↗4495 | ↗4589 | →4589 | ↘4470 |
| 2001  | 2002  | 2003  | 2004  | 2005  | 2006  | 2007  | 2008  | 2009  |
| ↗4485 | ↘4204 | ↗4232 | ↘4206 | ↗4269 | ↗4297 | ↗4305 | ↗4357 | ↘4210 |
| 2010  | 2011  | 2012  | 2013  | 2021  |       |       |       |       |
| ↘3873 | ↘3863 | ↘3832 | ↘3798 | ↘3298 |       |       |       |       |

## Люди, связанные с селом
- Здесь родился Сергей Иванович Вдовин (род. 1935) — советский и российский учёный.

## Экономика и социальная сфера
В селе находится автотранспортные, бытовые, строительные коммунальные предприятия, школы, медицинские учреждения, спортсооружения, библиотеки, ДК.